# Bonifay
Bonifay és una població dels Estats Units, seu del comtat de Holmes, a l'estat de Florida. Segons el cens del 2000 tenia 4.078 habitants.

## Demografia
Segons el cens del 2000, Bonifay tenia 4.078 habitants, 1.095 habitatges, i 669 famílies. La densitat de població era de 435 habitants per km².
Dels 1.095 habitatges en un 27,5% hi vivien nens de menys de 18 anys, en un 40,5% hi vivien parelles casades, en un 16,5% dones solteres, i en un 38,9% no eren unitats familiars. En el 36,4% dels habitatges hi vivien persones soles el 18,9% de les quals corresponia a persones de 65 anys o més que vivien soles. El nombre mitjà de persones vivint en cada habitatge era de 2,21 i el nombre mitjà de persones que vivien en cada família era de 2,87.
Per edats la població es repartia de la següent manera: un 15,3% tenia menys de 18 anys, un 12,6% entre 18 i 24, un 38,9% entre 25 i 44, un 16,8% de 45 a 60 i un 16,4% 65 anys o més.
L'edat mediana era de 35 anys. Per cada 100 dones de 18 o més anys hi havia 192 homes.
La renda mediana per habitatge era de 21.216 $ i la renda mediana per família de 33.077 $. Els homes tenien una renda mediana de 26.250 $ mentre que les dones 18.529 $. La renda per capita de la població era de 10.320 $. Entorn del 14,8% de les famílies i el 21,7% de la població estaven per davall del llindar de pobresa.

## Poblacions més properes
El següent diagrama mostra les poblacions més properes.